# Чужак (роман)
«Чужак» (англ. The Outsider) — детективный роман американского писателя Стивена Кинга. Был опубликован в 2018 году.
Роман напрямую связан с трилогией Стивена Кинга о Билле Ходжесе («Мистер Мерседес», «Кто нашёл, берёт себе» и «Пост сдал») — одним из главных героев «Чужака» является частный детектив Холли Гибни, героиня этой же трилогии.

## Сюжет
Действие романа происходит в городе Флинт-Сити (штат Оклахома).
В городском парке найдено тело жестоко убитого 11-летнего мальчика Фрэнка Питерсона. Отпечатки пальцев на месте преступления, ДНК-экспертиза и показания свидетелей указывают на то, что убийцей был Тэрренс (Терри) Мейтленд — тренер местной детской бейсбольной лиги, примерный семьянин и добропорядочный человек. Детектив Ральф Андерсон, которому было поручено дело об убийстве Питерсона, арестовывает Мейтленда прямо на городском стадионе во время бейсбольного матча.
Мейтленд утверждает о своей невиновности, поскольку в момент убийства он вместе с несколькими другими учителями был на конференции в Кэп-Сити, что было подтверждено этими учителями-участниками конференции. Были обнаружены видеозаписи с участием Мейтленда на этой конференции и его отпечатки пальцев в одном из тамошних книжных магазинов, что ещё больше запутывает дело.
В день предъявления Мейтленду обвинения у здания суда Флинт-Сити собралась большая толпа. В хаосе Олли Питерсон (брат Фрэнка) стреляет в Мейтленда, обвиняя его в убийстве своего брата и последовавшем за ним психическом расстройстве его матери Арлин (позднее его отец Фред покончил с собой) и затем погибает от пуль Андерсона. Мейтленд смертельно ранен и умирает на руках своей жены Марси; перед смертью он снова заявляет Андерсону о своей невиновности. Ральф Андерсон отправлен в административный отпуск, но продолжает расследовать дело.
Детектив Джон (Джек) Хоскинс, затаивший обиду на Андерсона, отправляется исследовать заброшенное ранчо за городом, где была найдена старая одежда Мейтленда. Внезапно Джека сзади обнимает тёмная фигура и после этого он ощущает на задней части шеи подобие солнечного ожога. Позже тёмная фигура вновь появляется в доме Хоскинса, сообщает ему, что у него рак и что она может избавить его от болезни, если Хоскинс выполнит то, о чём она его попросит.
Следователь Алек Пелли, нанятый Говардом (Хоуи) Голдом (адвокатом Мейтленда), нанимает частного детектива Холли Гибни. В ходе своего расследования Холли узнаёт, что около двух месяцев назад в Дейтоне (Огайо) были жестоко убиты две девочки (Эмбер и Джолин Хоуард). Все улики по этому делу указывали на санитара Хита Холмса, он также утверждал, что его не было в городе в момент преступления, и после ареста он покончил с собой.
Холли, Алек Пелли, Голд, Ральф Андерсон и его жена Джинни, Марси Мейтленд, лейтенант полиции Юн Сабло и окружной прокурор Уильям (Билл) Сэмюэлс встречаются в офисе Хоуи Голда. Холли показывает им несколько минут мексиканского фильма, в котором изображён таинственный монстр, похищающий и убивающий ребёнка, и затем оставляющий улики, которые указывают непосредственно на другого мужчину, который заявляет о своей невиновности, но был признан виновным и впоследствии повешен, а в момент повешения мужчина видит этого монстра. Затем Холли заявляет, что убийства в Дейтоне и Флинт-Сити совершил именно Эль Куко (сама Холли называет его «Чужаком») — он способен принять облик другого человека, поглощая его кровь. Поскольку Мейтленд получил порез от «Чужака», который уже тогда был в облике Хита Холмса, они понимают, что следующей его жертвой может стать Клод Болтон — один из свидетелей, давших показания против Мейтленда.
Группа прибывает в Мэрисвилл, где проживает Болтон, и приходит к выводу, что «Чужак» прячется в Мэрисвиллском провале. Они прибывают к провалу, где раньше находился парк развлечений (он был закрыт после несчастного случая), но по ним неожиданно открывает стрельбу Хоскинс, ранее отправленный туда «Чужаком»; в итоге Голд и Пелли убиты, а Сабло ранен. После короткой перестрелки Андерсон убивает Хоскинса. Затем Ральф и Холли пробираются дальше в провал, где их встречает «Чужак», напоминавший смесь Клода Болтона и Терри Мейтленда. Ральф готовится застрелить «Чужака», но он говорит ему, что выстрел может вызвать ещё один обвал и они все погибнут. Вместо этого Холли оскорбляет «Чужака» и, когда тот бросается на неё, несколько раз бьёт его по голове «Весёлым ударником» (носком, набитым шариками от подшипников). «Чужак» начинает распадаться, а из его тела начинают выползать червеобразные существа; после этого Ральф и Холли покидают Мэрисвиллский провал. Холли и Сабло отправляются в дом Болтонов, а Ральф остаётся около провала в ожидании полицейских.
В финале романа прокурор Сэмюэлс на пресс-конференции объявляет об оправдании Терри Мейтленда, ссылаясь на ошибки во время ДНК-экспертизы и на подложенные отпечатки пальцев. Ральф прощается с Холли, благодаря её за то, что она посоветовала ему быть непредвзятым.

## Критика
Обозреватель газеты «The New York Times» Виктор Лаваль положительно отнёсся к роману, отметив использование автором истории и культурного контекста Юго-Запада США.

## Экранизация
12 января 2020 года на канале «HBO» состоялась премьера мини-сериала «Чужак», снятого по мотивам романа Стивена Кинга.

## Параллели
Один из инопланетян, появляющийся в виде улья насекомых — колесник Мармадьюк из романа Клиффорда Саймака «Заповедник гоблинов».